# 木瀬翔太
木瀬 翔太（きせ しょうた、2005年4月5日 - ）は、京都府亀岡市出身のプロ野球選手（投手・育成選手）。埼玉西武ライオンズ所属。

## 経歴

### プロ入り前
5歳のときに野球を始め、亀岡市立大井小学校では『大井カープス』に所属し、捕手としてプレー。亀岡市立大成中学校では軟式野球部と軟式の『南丹ベースボールクラブ』に所属し、投手としてプレーした。
北嵯峨高校へ進学すると、1年春から背番号18でベンチ入り。2年春に背番号10を付け、2年秋からはエースを務めた。3年夏の府大会では4回戦で立命館に敗れた。甲子園出場経験はなし。
2023年10月26日に開催されたドラフト会議にて、埼玉西武ライオンズから育成5位指名を受けた。11月14日に支度金350万円・年俸280万円で入団に合意した。背番号は131。

### 西武時代
2024年は二軍での登板はなかった。

## 選手としての特徴
最速146km/hのストレート、2種類のスライダー、チェンジアップ、ツーシームを投じる。

## 詳細情報

### 背番号
- 131（2024年[7] - ）